# Eviota hoesei
Eviota hoesei är en fiskart som beskrevs av Gill och Jewett 2004. Eviota hoesei ingår i släktet Eviota och familjen smörbultsfiskar. Inga underarter finns listade i Catalogue of Life.